# Norm Hewitt
Norman Jason Hewitt, detto Norm (Hastings, 11 novembre 1968 – Wellington, 16 luglio 2024), è stato un rugbista a 15 neozelandese, pilone della franchise degli Hurricanes.

## Biografia
Proveniente dalla provincia rugbistica di Hawke's Bay, nella quale entrò nel 1988, si mise in luce quando, durante il tour dei British Lions del 1993, la sua squadra batté la formazione interbritannica in un incontro infrasettimanale.
Ciò indusse il management degli All Blacks a inserirlo in rosa per il loro tour di fine anno nel Regno Unito, durante il quale vestì per la prima volta la maglia nera in un incontro infrasettimanale contro il Leicester.
Il debutto in un test match avvenne durante la Coppa del Mondo di rugby 1995 in Sudafrica contro l'Irlanda, e fino al 1998 fu presente in altri 8 incontri internazionali.
Da professionista militò negli Hurricanes, franchise di Super 12 di Wellington, e si ritirò nel 2001.
La sua carriera fu costellata da diverse controversie, in parte legate al suo carattere all'epoca rissoso, e in altra parte legata all'abitudine di bere alcolici.
Nel 2005 vinse l'edizione neozelandese di Ballando con le stelle e donò l'ammontare della sua vincita a un'organizzazione di beneficenza dedicata al garantire un'istruzione ai bambini analfabeti.
Morì il 16 luglio 2024 a Wellington, per complicazioni della SLA, all'età di 55 anni.